# Mexobisium armasi
Espèce
Mexobisium armasi est une espèce de pseudoscorpions de la famille des Bochicidae.

## Distribution
Cette espèce est endémique de Cuba. Elle se rencontre les provinces de Santiago de Cuba, de Guantánamo et de Holguín.

## Description
Mexobisium armasi mesure de 2,75 à 3,5 mm.

## Étymologie
Cette espèce est nommée en l'honneur de Luis F. de Armas

## Publication originale
- Muchmore, 1980 : Pseudoscorpions from Florida and the Caribbean area. 10. New Mexobisium species from Cuba. Florida Entomologist, vol. 63, no 1, p. 123-127 (texte intégral).